# Tedaniophorbas ceratosus
Tedaniophorbas ceratosus är en svampdjursart som först beskrevs av Ridley och Arthur Dendy 1886.  Tedaniophorbas ceratosus ingår i släktet Tedaniophorbas och familjen Acarnidae. Inga underarter finns listade i Catalogue of Life.